# كيس حشوة

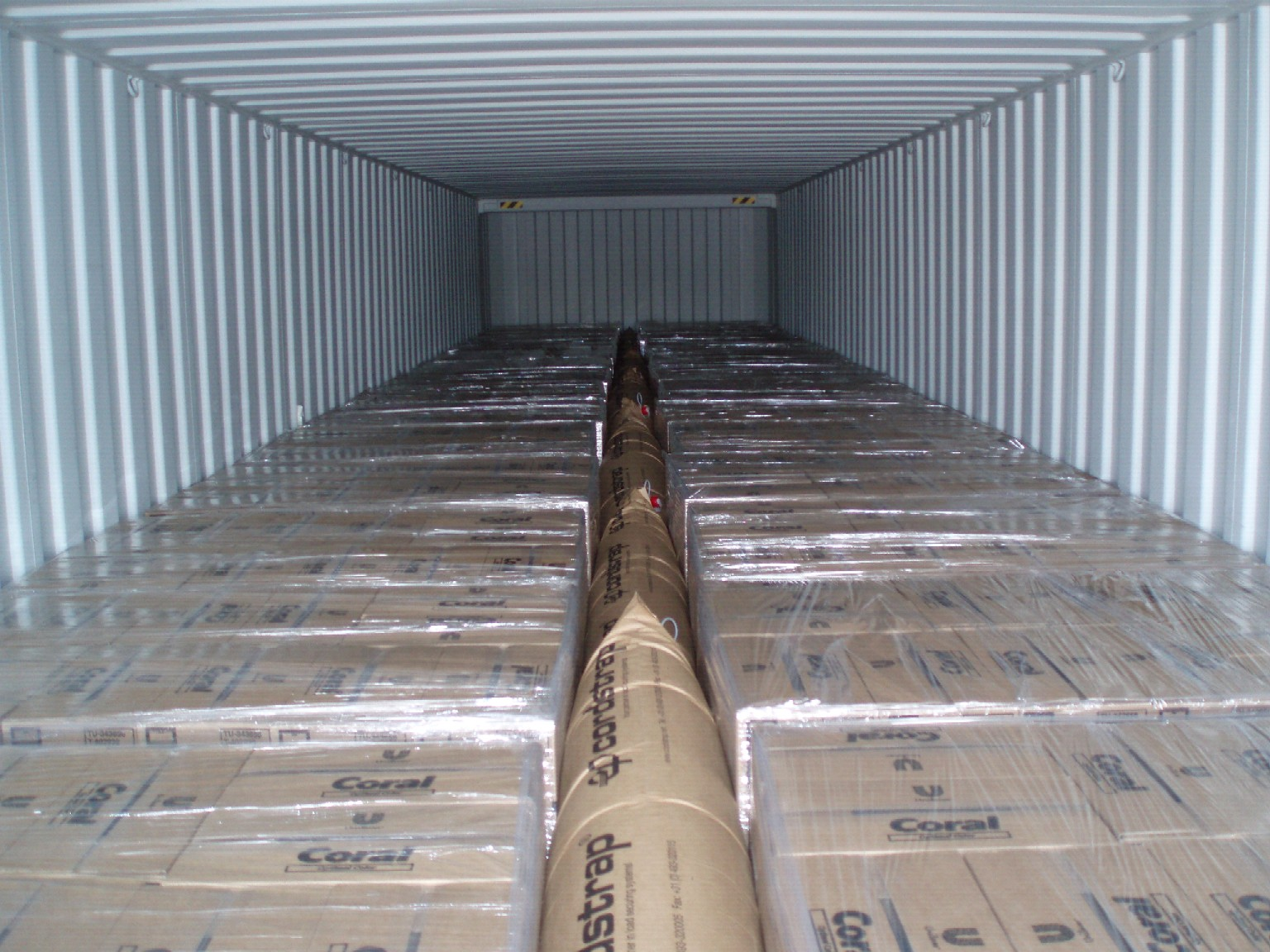
الاستخدام في الحاوية

كيس الحشوة هي حشوة تستخدم لحماية وتثبيت الحمولة عند نقلها.